# Murano

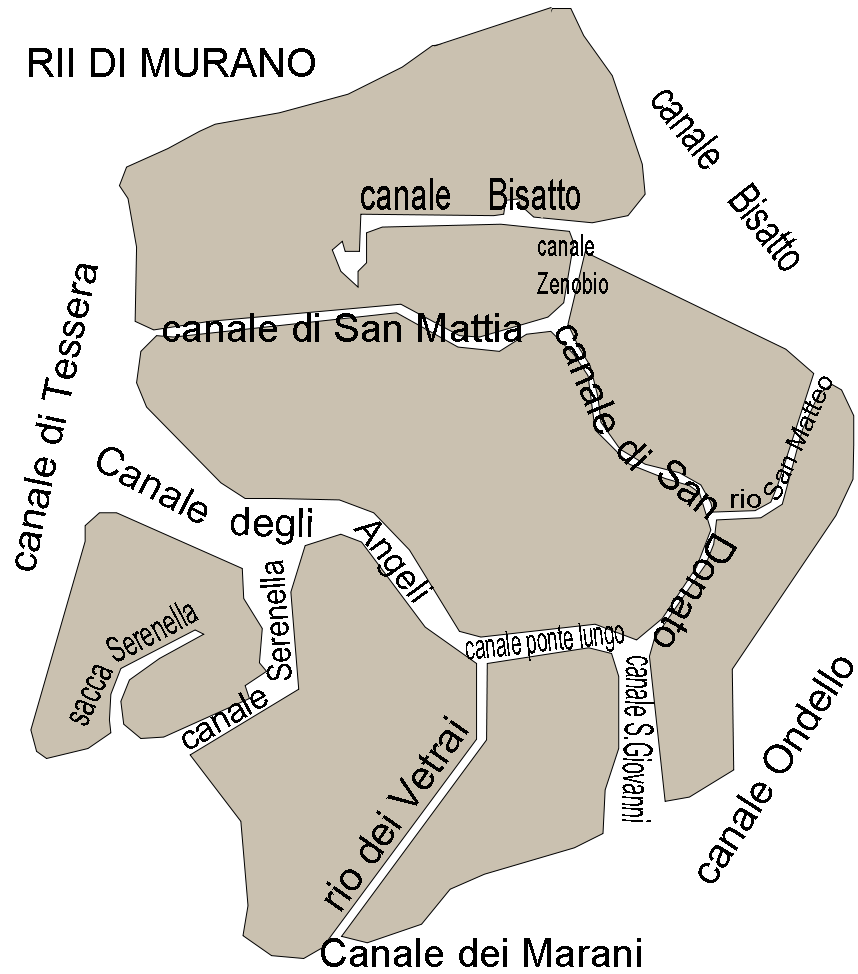
Grupa siedmiu wysp i dzielących je kanałów

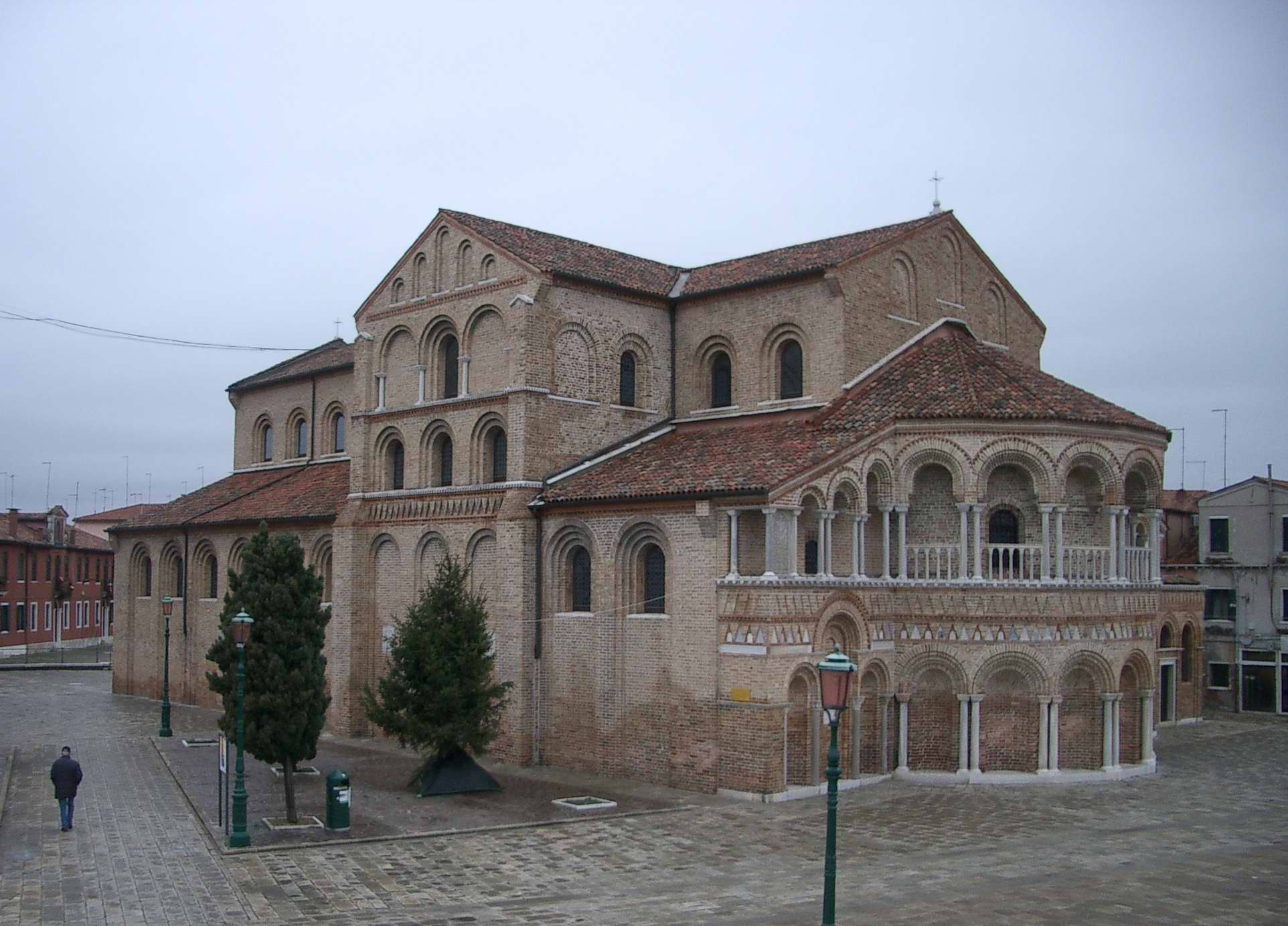
Bazylika Santi Maria e Donato

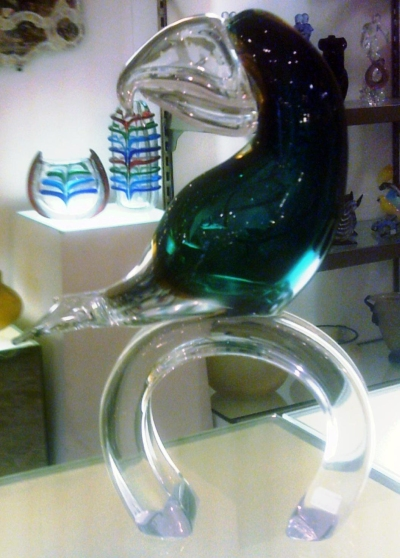
Szkło z Murano

Murano – grupa siedmiu małych wysp włoskich połączonych mostami (często traktowana jako jedna wyspa porozdzielana kanałami), położona na lagunie niedaleko Wenecji, o powierzchni 1,17 km². Murano jest zamieszkiwane od czasów antycznych, obecnie liczy 5,5 tysiąca mieszkańców (2007). Słynie z produkcji szkła, ponadto znajduje się tu wiele zabytków.

## Zabytki
- Katedra Santi Maria e Donato w stylu romańskim
- Kościół San Pietro Martire
- Kościół Santa Maria degli Angeli
- Palazzo Giustinian - muzeum
- Palazzo da Mula w stylu gotyckim
- Kościół Santa Chiara
- Faro di Murano - latarnia morska z 1934 r.

## Historia rozwoju wyrobu szkła na wyspach
Wyrabianiem szkła zajmowali się starożytni Grecy i Rzymianie, których szkło było chropowate w dotyku i mętne w kolorze. Dopiero w Wenecji i na Murano, gdzie szkło wytwarzano już od VIII wieku, udoskonalono jego produkcję. Szkło twarde i przezroczyste zostało wynalezione na przełomie XII-XIII w. W roku 1291 została tu założona pierwsza huta szkła. Pod koniec XIII wieku wszystkie piece szklarskie z Wenecji przeniesiono dla bezpieczeństwa na Murano – miało to zapobiec groźbie pożarów w mieście. Obok przedmiotów użytkowych produkowano na Murano także kostki ze szkła dla mozaik. Tradycja sztuki szklarskich wysp znajduje się w muzeum sztuki szklarskiej – Museo Vetrario. Jest to jedyne takie muzeum we Włoszech i jedno z nielicznych w świecie. Są tu ukazane przykłady wszystkich technik, form i wynalazków, a przede wszystkim rzadkie okazy z renesansu, które rozwijały się na Murano od czasów antycznych aż do współczesności, m.in. szkło kryształowe.
18 maja 1810 roku w Murano urodził się Francesco Maria Piave – jeden z librecistów Giuseppe Verdiego, autor m.in. tekstów oper Traviata i Rigoletto.

## Inne informacje
Od nazwy wysp pochodzi nazwa podwarszawskiej posiadłości Józefa Szymona Bellottiego, od której z kolei wzięła swoją nazwę część miasta od XVIII wieku nazywana Muranowem.